# Félix Mariano Paz
Félix Mariano Paz (San Miguel de Tucumán, Confederación Argentina, 26 de julio de 1859 – Buenos Aires, República Argentina, 14 de abril de 1904) fue el primer gobernador de la actual provincia argentina de Tierra del Fuego, cuando esta todavía era un territorio nacional.

## Biografía
Félix Mariano Paz había nacido el 26 de julio de 1859 en la ciudad de San Miguel de Tucumán, que sigue siendo capital de la provincia de Tucumán, la cual formaba parte de la entonces Confederación Argentina. Era hijo del abogado Manuel Fernando José Paz (n. 1826 - San Miguel del Tucumán, 1859) y de su esposa Donatila Peña. Como su progenitor falleció a poco de nacer él, con solo 33 años, entonces la madre se radicó en la provincia de Córdoba, en donde su padre Félix de la Peña era el gobernador.
En su pubertad un tío paterno, el doctor Benjamín Paz es quien queda a cargo de su crianza. A los 17 años ingresó a la Marina; estuvo en la Campaña del Desierto, y como alférez de fragata estuvo en el bergantín Coronel Rosales, en la cañonera Uruguay, en la cañonera Paraná, en la corbeta Cabo de Hornos y en el cúter Los Estados. En septiembre de 1883 fue nombrado subprefecto de la isla de los Estados.
Tenía 25 años cuando fue designado gobernador del territorio nacional de la Tierra del Fuego, Antártida e Islas del Atlántico Sur, el 25 de noviembre de 1884. Tuvo a su cargo la organización administrativa del territorio. Durante su mandato se construyó la primera casa de gobierno y se creó la Policía Territorial.
Tuvo serios enfrentamientos con Julio Popper lo que finalmente lo determinó a renunciar como gobernador en 1890. Poco tiempo después, cuando tenía 30 años, se casó con Clara Pitt, de 18. Tuvieron seis hijos: Donatila, Juan José, Clara Rosa, Félix M., Delia y Carmela.
Fue jefe de policía y tuvo funciones de agregado en el Observatorio de Córdoba. Regresó a la Armada donde ascendió a capitán de fragata. En 1897 fue jefe del «Batallón de Infantería de Marina de Guardias Nacionales» de Rosario.
Falleció el 14 de abril de 1904 en la Ciudad de Buenos Aires.

## Homenaje
El 5 de febrero de 2010 se realizó una ceremonia en Ushuaia, con la presencia de las nietas y la bisnieta, en la cual las cenizas de Félix Mariano Paz se arrojaron en el Canal de Beagle, cumpliendo el deseo del primer gobernador. 

“Voy a destacar la figura de Paz como persona y como abuelo. Diré que cumplí con el sueño de mi abuelo, que descansará en el lugar que más le hubiera gustado estar, y también con darle una alegría a mi madre, esté donde esté”.
Delia Beltrán Paz, nieta.